# Reflection
"Reflection" is de eerste en enige single van de Mulan-soundtrack. Toen de single in 1998 uitkwam, was het de eerste single van Christina Aguilera als soloartiest. De single is te vinden op haar eerste album, Christina Aguilera. 
Met deze single werd ze niet een superster, maar hij zorgde wel voor internationale erkenning en een platencontract.

## De single
"Reflection" werd geschreven en geproduceerd door Matthew Wilder en David Zippel voor Disneys Mulan in 1998. De film moest aan vele verwachtingen voldoen, dus vond men dat er een krachtige stem nodig was om het themalied voor de film (Reflection) in te zingen. 
Wilder en Zippel waren nog steeds niet blij na de vele audities tussen de opkomende sterren en de gevestigde waarden want ze vonden dat geen enkele zangeres de hoge "E" een octaaf boven midden "C" kon zingen. Het duo begon de hoop op te geven toen plots een jonge Christina Aguilera beweerde dat ze deze zware taak aankon.
Door de vele nutteloze audities waren Zippel en Wilder niet overtuigd van de jonge zangers en Aguilera moest zichzelf bewijzen. Met een oude opnameband ging Aguilera naar de badkamer en zong de hoge "E" een octaaf boven midden "C" op een cover van Whitney Houston's "Run to You". Dankzij deze prestatie kreeg Aguilera de rol.
Zoals hierboven vermeld staat werd het liedje geen immens succes, maar haar sterke prestatie verbaasde iedereen en zorgde voor een Golden Globe-nominatie voor Beste Originele Single voor een Film. Daarna kreeg Aguilera haar platencontract met RCA.
Het lied gaat over volwassen worden en je eigen ik vinden, waarin Aguilera voor iedereen spreekt (vooral jonge meisjes) die onzeker is van zichzelf en nog niet weet wie men is. Ze legt uit dat we misschien weten wie we zijn maar dat we elke dag groeien en dat onze "reflectie" van wie we zijn altijd verandert doorheen ons leven. Gedreven door deze gedachte ziet Aguilera zichzelf in het water, maar ze weet niet wie ze is. Hierdoor stelt ze zichzelf de vraag: "Who is that girl I see? Staring straight back at me... When will my reflection show?... Who I am inside..."
("Wie is dat meisje dat ik zie? dat recht naar mij staart? Wanneer zal mijn reflectie tonen wie ik vanbinnen ben ?")

## Tracklijst
| Nr. | Titel      | Duur  |
| --- | ---------- | ----- |
| 1.  | Reflection | 03:34 |